# La glòria d'Omega
"La glòria d'Omega" (títol original en anglès "The Omega Glory") és el vint-i-tresè episodi de la segona temporada de la sèrie de televisió de ciència-ficció estatunidenca Star Trek. Escrit per Gene Roddenberry i dirigit per Vincent McEveety, es va emetre per primera vegada l'1 de març de 1968. A l'episodi, el capità Kirk ha de trobar la cura per a una malaltia mortal. i posar fi a la interferència cultural d'un altre capità de la Flota estel·lar. La història va ser un dels tres esbossos presentats per a la selecció com a segon pilot de Star Trek, els altres eren "Les dones d'en Mudd" i "On no ha anat mai cap home".
Les crítiques retrospectives de "La glória d'Omega" la situen entre els pitjors episodis de la sèrie original.

## Argument
Quan la nau de la Federació Enterprise s'acosta al planeta Omega IV, l'USS Exeter es troba orbitant-lo. El capità Kirk, elprimer oficial Spock, Dr. McCoy i el tinent Galloway es dirigeixen a l'Exeter per investigar. Troben el vaixell desert, llevat d'uns quants uniformes que estan coberts amb una substància cristal·lina que sembla que són restes humanes. Els registres de la nau revelen que la tripulació de l' Exeter va morir a causa d'una malaltia infecciosa que s'havia portat del planeta, i que la partida de desembarcament de l’Enterprise ara està infectada i han d'anar al planeta si volen sobreviure.
El grup de Kirk arriba a les últimes coordenades emmagatzemades a l'ordinador de l'Exeter. Allà, descobreixen el capità de l’Exeter  Ron Tracey (Morgan Woodward) en el que s'assembla a un poble tradicional xinès. Tracey explica que havia estat al planeta quan la malaltia havia assolat la seva nau, deixant-la encallada. Diu que ha descobert que romandre al planeta confereix immunitat a la malaltia. Aleshores revela que els vilatans amb qui viu al planeta, coneguts com "Kohms", estan en guerra amb els "salvatges" anomenats "Yangs".
Després d'un atac dels Yang, Spock investiga el camp de batalla i troba proves que Tracey ha estat ajudant els Kohms, violant la Primera Directiva. Kirk intenta contactar amb l' Enterprise, però Tracey ho impedeix,  intentant justificar la seva violació revelant que els nadius del planeta no sols són immunes a la misteriosa malaltia, sinó que també han desenvolupat una vida útil de més de 1000 anys.
Tracey ordena a McCoy que investigui el secret de la seva longevitat i fa tancar a Kirk i Spock en una presó crua amb dos presoners Yang, un home i una dona. Kirk fa que el Yang masculí afluixi les reixes de la finestra de la cel·la, però el desconfiat Yang incapacita Kirk i escapa amb la dona. Quan Kirk es recupera, ell i Spock s'escapen.
Spock es reuneix amb McCoy i modifica alguns equips mèdics, convertint-los en un comunicador improvisat, però Tracey ho descobreix i el destrueix. McCoy i Kirk intenten explicar a Tracey que han descobert que la longevitat dels nadius no té res a veure amb la seva immunitat a la malaltia, però la ment de Tracey s'esfondra, i intenta forçar Kirk a ordenar que baixin més armes des de l’Enterprise.
Durant una lluita entre els dos, els guerrers Yang arriben i porten tothom al seu poble. Resulta que el seu líder és l'antic company de cel·la de Kirk, conegut com Cloud William. Durant una cerimònia per celebrar la victòria Yang, Kirk i Spock, parlant de la cultura Yang, connecten els noms Yang i Kohm amb "Yankee" i "Comunista". Spock llavors conjectura que la història de l'Omega IV havia anat molt paral·lela a la de la Terra fins que la primera va ser devastada per una guerra biològica que la Terra havia evitat. Aquesta hipòtesi es confirma quan William porta una bandera dels Estats Units molt antiga, juntament amb documents antics dels quals recita el jurament de Lleialtat amb un accent distorsionat. Els Yang se sorprenen quan Kirk intervé per recitar el final del jurament.
En Tracey, en un intent de salvar la seva pròpia vida, denuncia en Kirk i en Spock, afirmant que han estat expulsats del cel, i assenyala l'aparença semblant de Spock al diable com a prova. William demana a Kirk que es mostri a si mateix completant les "paraules sagrades" d'un altre document. A causa de l'accent, Kirk no entén les paraules i, en canvi, suggereix un judici per combat entre ell i Tracey. Mentre lluiten, Spock envia un suggeriment telepàtic a la companya de William per activar el comunicador, que es troba a prop d'ella, cosa que fa. D'aquesta manera, Sulu s'assabenta del que està passant, s'envia amb un equip de seguretat per investigar i detenir Tracey.
Cloud William ara s'agenolla davant Kirk com si fos una deïtat, però Kirk li ordena que s'aixequi. El segon document demostra ser una versió de la Constitució Americana. Kirk recrimina als yangs per haver oblidat el seu significat, i declara que les paraules no sols estaven pensades per als yangs, sinó que "han d'aplicar-se a tothom o no signifiquen res". William no ho entén del tot, però jura a Kirk que les paraules seran obeïdes. Quan el grup de desembarcament marxa, Kirk fa un moment d'homenatge silenciós a la bandera.

## Doblatge al català
L’episodi va ser doblat al català pels estudis Tecni-3 (primera part) i Diálogo (segona part) i emés a TV3 l’any 1989.
| Personatge                | Actor/actriu     | Veu en català                      |
| ------------------------- | ---------------- | ---------------------------------- |
| James T. Kirk             | William Shatner  | Jordi Boixaderas                   |
| Spock                     | Leonard Nimoy    | Isidre Sola i Llop                 |
| Leonard McCoy             | DeForest Kelley  | Eduard Lluís Muntada               |
| Montgomery Scott 'Scotty' | James Doohan     | Joan Carles Gustems Domènec Farell |
| Nyota Uhura               | Nichelle Nichols | Glòria Roig Azucena Díaz           |
| Pavel Chekov              | Walter Koenig    | Quim Roca Pep Madern               |
| Hikaru Sulu               | George Takei     | Jaume Nadal Enric Cusí             |
| Tinent Leslie             | Eddie Paskey     | Enric Isasi-Isasmendi              |
| Ron Tracey                | Morgan Woodward  | Enric Arquimbau                    |
| Cloud William             | Roy Jenson       | Pepe Antequera                     |
| Tinent Galloway           | David L. Ross    | Manuel Lázaro                      |
| Wu                        | Lloyd Kino       | Joaquim Díaz                       |

## Anàlisi
Segons l'autor Daniel Leonard Bernardi al seu llibre Star Trek and History: Race-ing Toward a White Future: "Com la Federació, els Comms [sic] tenen un domini total de la llengua anglesa (tot i que parlen amb un accent "asiàtic" homogeneïtzat). L'inici de l'episodi mostra, doncs, que els de pell blanca poden ser salvatges incivilitzats i els de pell groga poden ser civilitzats i racionals […] Això seria contrari a la representació hegemònica dels asiàtics als mitjans dels Estats Units; que diversos col·lectius de pobles es construeixen constantment al cinema i a la televisió com una "horda groga" amenaçadora.
Bernardi continua dient:
| « | 'La glória d'Omega' no és, però, un episodi contra-hegemònic. De fet, l'episodi no sols revela una manca de voluntat de ser crític amb l'hegemonia de les representacions racistes, sinó que també participa sistemàticament en els estereotips dels asiàtics. A mesura que avança la història, els Yang es construeixen com a nobles salvatges; la seva causa per a aniquilar els Comms s'estableix com a justificada. Els Comms, en canvi, es construeixen com a brutals i opressius; el seu impuls per suprimir els Yang s'estableix com a totalitaris. Aquesta articulació més hegemònica de la raça es fa evident quan Kirk i Spock s'adonen de fins a quin punt els Yang i els Comms són paral·lels a les civilitzacions de la Terra. En aquest sentit, els yang ja no són salvatges, sinó nobles guerrers que lluiten per una causa justa i honorable. Volen recuperar la terra que van perdre en una guerra amb els asiàtics. | » |

Allan W. Austin, professor d'Història a la Misericordia University, escriu que aquest episodi
| « | ... reflectia conscientment i inconscientment una sèrie de profundes ansietats estatunidenques que van sorgir de més de dues dècades de la Guerra Freda. A mitjans de la dècada de 1960, alguns estatunidencs van començar a criticar el que consideraven un nacionalisme sense sentit. Aquest patriotisme irreflexiu s'havia fusionat com a part d'un consens liberal basat en la confiança en la solidesa essencial de la societat estatunidenca, així com en l'assumpció d'una amenaça comunista generalitzada per als EUA i els seus aliats. Molts partidaris del consens liberal creien que el creixement econòmic i el desenvolupament resoldrien les desigualtats socials restants alhora que esmorteïen la lluita de classes. | » |

Igual que Bernardi, Austin parla dels estereotips racials a l'episodi. Citant a Bernardi, argumenta que, en comptes de considerar "els yang com a salvatges nobles, els yang ara es poden veure com un exemple del resultat d'un nacionalisme despistat, tot i que encara es pot salvar en la visió sempre optimista de Roddenberry del futur." Afegeix: "Moltes de les qualitats atribuïdes als termes yang emmirallats són utilitzats per descriure el 'perill groc' en un moment anterior de la història dels Estats Units. Per exemple, Tracy, després d'observar directament que els Yang són blancs, els descriu com a enemics viciosos i enganyosos que no poden comunicar-se de manera intel·ligent."
A "The Omega Glory", un assaig de 2006 que reflexiona sobre històries que han intentat imaginar el futur, Michael Chabon diu: "Eed plebnista, va entonar els ianquis devolucionats, a l'episodi de Star Trek La glòria d’Omega, que d'alguna manera havia aconseguit aferrar-se i venerar com a sagrat engullidor el Preàmbul de la Constitució, norkon forden perfectunun. Tot el que necessitaven era un capità Kirk que vingués a afegir una mica d'aigua interpretativa al document liofilitzat, i l'estil de vida estatunidenc tornaria a florir."

## Producció
Aquesta història la va oferir originalment Roddenberry com a opció per al segon pilot titulat "The Omega Story". El guió original, tot i que no era significativament diferent en el to i el missatge, sí que tenia algunes diferències significatives en la caracterització i informació de fons. Com que el personatge del doctor Leonard McCoy encara no s'havia creat, el cirurgià del vaixell es diu Milton Perry, i en una versió del guió és Perry qui intenta utilitzar un "Medi-Scanner" per senyalitzar l' "Enterprise". , amb l'esperança de ser rescatat, només per ser assassinat quan el capità Tracey destrueix l'escàner amb el seu faser. A més, el guió demanava que el Dr. Carter de l' Exeter es mostrés dissolt a la pantalla.
William Ware Theiss (el dissenyador de vestuari) va cometre un error de producció i va donar per error a la tripulació de l'USS Exeter una insígnia uniforme única, diferent de l'icònic delta dels uniformes de la tripulació de l'Enterprise. L'error es va detectar abans de l'emissió de l'episodi, però era massa tard per corregir-lo. Immediatament es va enviar una nota anunciant que s'havia consultat a Gene Roddenberry i que, d'ara endavant, l'uniforme de cada tripulació de les naus estel·lars hauria de tenir la mateixa insígnia delta que hi ha als uniformes que portava la tripulació de l'Enterprise.

## Recepció
El 2015, Entertainment Weekly va destacar l'escena on Kirk llegeix la Constitució dels Estats Units, com un dels moments més importants de la vida d'aquest personatge.
WhatCulture va classificar aquest episodi com el 15è pitjor episodi de la franquícia Star Trek.
El 2016, SyFy va incloure aquest episodi en un grup d'episodis de la franquícia de Star Trek que consideraven que habitualment no els agradava però que "mereixien una segona oportunitat".
El 2017, ScreenRant va classificar aquest episodi com el vuitè pitjor episodi de la franquícia de Star Trek fins aleshores. El 2018, CBR va incloure aquest episodi en un rànquing d'episodis que van afirmar que eren "Tan dolents que s'han de veure". CBS News va classificar "La glòria d’Omega" com un dels pitjors episodis de la sèrie original.
El 2017, Den of Geek va classificar aquest episodi com el cinquè pitjor episodi de Star Trek de la sèrie original.